# Limoselle
Limosella
Genre
Classification APG III (2009)
Les Limoselles (genre Limosella) sont des plantes herbacées de la famille des Scrofulariacées.

## Liste des espèces
Selon BioLib (21 septembre 2024) :
- Limosella acaulis Sessé & Moc.
- Limosella africana Glück
- Limosella aquatica L. - Limoselle aquatique
- Limosella australis R. Br.
- Limosella inflata O.M. Hilliard & B.L. Burtt
- Limosella macrantha R. E. Fries
- Limosella pubiflora Pennell
- Limosella tenella Quezel & Contandr.
- Limosella vesiculosa O.M. Hilliard & B.L. Burtt